# Микадо, Юта
Юта Микадо (яп. 三門 雄大 микадо ю:та, род. 26 декабря 1986 года в префектуре Сайтама) — японский футболист, выступающий в Джей-лиге за «Имабари». Он представляет собой универсального игрока, который может играть на всех позициях полузащиты. а также на месте правого защитника.

## Карьера
Микадо выступал в качестве футболиста за частный Университет Рюцу Кэйдзай, где и учился, с 2005 года. Так он помог ему стать чемпионом среди университетов Канто, став к тому же и игроком года в этом турнире.
После окончания университета Микадо подписал свой первый контракт с профессиональным клубом в 2009 году с командой «Ниигата». Свой первый матч в её составе он провёл 26 сентября 2009 года в победной игре (2-1) против «Хиросимы». На поле он провёл все 90 минут.

## Статистика
Статистика игрока на 29 августа 2013 года
| Клуб             | Клуб             | Клуб             | Лига  | Лига | Кубок | Кубок | Кубок лиги | Кубок лиги | Всего | Всего |
| Season           | Клуб             | Лига             | Матчи | Голы | Матчи | Голы  | Матчи      | Голы       | Матчи | Голы  |
| ---------------- | ---------------- | ---------------- | ----- | ---- | ----- | ----- | ---------- | ---------- | ----- | ----- |
| 2009             | Ниигата          | Джей-лига        | 8     | 0    | 4     | 0     | 1          | 0          | 13    | 0     |
| 2010             | Ниигата          | Джей-лига        | 32    | 3    | 3     | 0     | 5          | 0          | 40    | 3     |
| 2011             | Ниигата          | Джей-лига        | 33    | 2    | 2     | 0     | 2          | 0          | 37    | 2     |
| 2012             | Ниигата          | Джей-лига        | 31    | 1    | 1     | 0     | 5          | 0          | 37    | 1     |
| 2013             | Ниигата          | Джей-лига        | 23    | 1    | 0     | 0     | 6          | 0          | 29    | 1     |
| Всего за карьеру | Всего за карьеру | Всего за карьеру | 127   | 7    | 10    | 0     | 19         | 0          | 146   | 7     |